# Street Sweeper Social Club
Street Sweeper Social Club est un groupe américain de rap rock, originaire de Los Angeles, en Californie. Il est formé en 2006 par le guitariste de Rage Against the Machine Tom Morello et le rappeur Boots Riley de The Coup. Du fait du jeu de Tom Morello, la musique se rapproche de Rage Against the Machine (RATM) tout en étant différent, par exemple les textes de Boots Riley bien qu'étant engagés, ont une touche humoristique, une distance que n'avait pas RATM.

## Historique

### Formation et débuts (2006-2009)

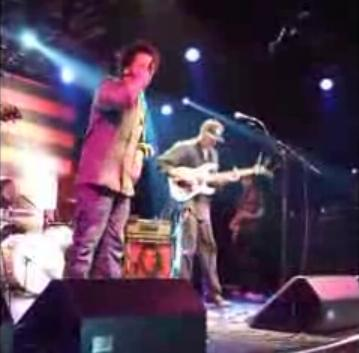
Morello and Riley performing at a Nightwatchman concert.

Morello et Riley se rencontrent pour la première fois pendant la tournée Tell Us the Truth Tour de Billy Bragg en 2003 où Morello se joignait souvent à Riley sur scène comme son alter ego folk the Nightwatchman jouant des versions acoustiques des chansons de The Coup. Après un concert des Coup à Los Angeles, Morello se rapproche de Riley lors d'un diner lui proposant de former un groupe qui jouera des « hymnes révolutionnaires. » Morello donne à Riley une cassette de démos instrumentales afin qu'il l'écoute, qu'il écrive les paroles, et qu'il le lui renvoie. Pendant la tournée Nightwatchman de 2008, Riley apparait fréquemment sur scène pour jouer 100 Little Curses avec Morello, qui, plus tard, deviendra le premier single extrait de leur premier album. Après avoir joué la chanson, Morello confirme la sortie d'un album pour 2009. Au printemps 2009, Street Sweeper Social Club annonce une tournée d'été américaine avec Nine Inch Nails et Jane's Addiction.
Pour l'enregistrement d'un premier album, le duo recrute le batteur Stanton Moore, et Morello s'occupe de la guitare de la basse. Le 14 avril 2009, ils annoncent changer de nom pour Street Sweeper to Street Sweeper Social Club sur le blog officiel de Trent Reznor. À la fin avril 2009, le groupe annonce les détails et le titre éponyme de l'album. Warner Music Group publie l'album le 16 juin 2009. En avril 2009, l'ancien instrumentaliste de Satellite Party et de la Freedom Fighter Orchestra, Carl Restivo, révèle sur MySpace, qu'il aurait été demandé de se joindre au groupe.

### The Ghetto Blaster(2010)

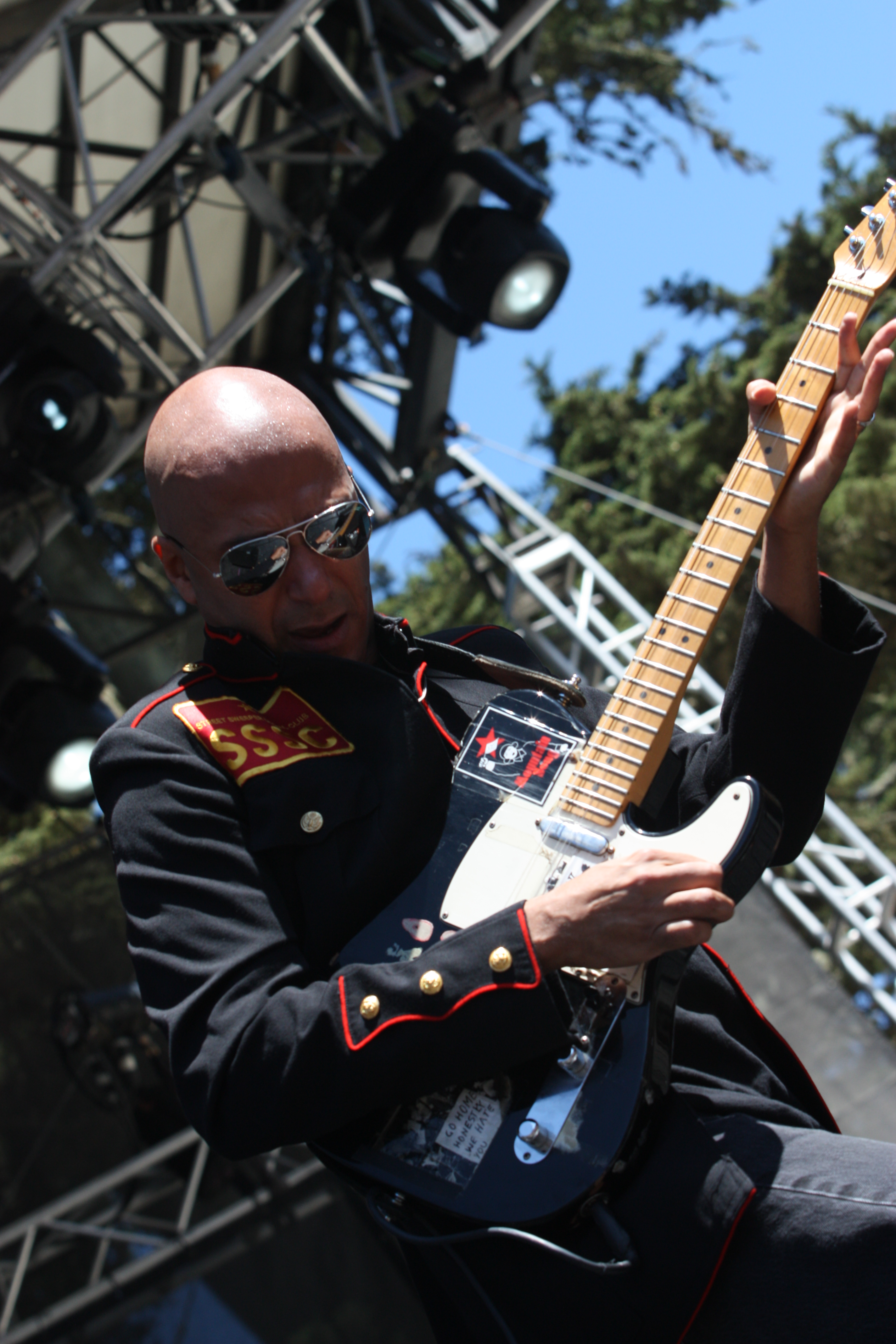
Morello performing live.

Le groupe publie The Ghetto Blaster EP en août 2010 ; l'EP comprend une reprise de Paper Planes de M.I.A., et de Mama Said Knock You Out de LL Cool J. Hormis avec Morello et Riley, l'album est enregistré avec les membres de tournée Carl Restivo, Dave Gibbs, et Eric Gardner. Ils jouent au Coachella, au festival Rock the Bells et au Voodoo Experience. Le 2 août 2010, le groupe joue sa reprise de Paper Plane de M.I.A au Lopez Tonight  en soutien à l'EP. Riler confirme ensuite un futur album des Street Sweeper Social Club.

## Membres

### Membres actuels
- Tom Morello - guitare (studio et live), basse (studio) (depuis 2006)
- Boots Riley - chant (depuis 2006)

### Membres live
- Carl Restivo - basse (live uniquement) (depuis 2009)
- Stanton Moore - batterie (album uniquement) (depuis 2009)
- Scott Guzman - batterie, percussions  (depuis 2009)
- Daniel Durque - flute, trombone, triangle, cloche à vache (depuis 2009)

## Discographie
- 2009 : Street Sweeper Social Club
- 2010 : The Ghetto Blaster EP